# Arnfinn Nesset
Arnfinn Nesset (Trøndelag, nascido em 25 de outubro de 1936) é um ex-enfermeiro e diretor de casa de repouso norueguês, condenado como assassino em série. Seus crimes incluem o assassinato de pelo menos 22 pessoas, tentativa de assassinato, falsificação de documentos e apropriação indébita. Acredita-se que possa ter matado até 138 pacientes. Em 1983, foi condenado por envenenar 22 pessoas e sentenciado a 21 anos de prisão, a pena máxima permitida na época na Noruega. Cumpriu 12 anos e passou os 10 seguintes sob supervisão. Acredita-se que atualmente viva sob identidade protegida.

## Biografia
Nascido fora do casamento em Trøndelag, em 1936, Nesset foi criado apenas pela mãe, com quem viveu durante toda sua juventude e idade adulta na antiga casa da família. O pai nunca teve contato com ele. Nesset formou-se como enfermeiro registrado e, em 1977, tornou-se chefe de enfermagem em um asilo na Comuna de Orkdal, Sør-Trøndelag.

## Crimes
Durante o verão e o outono de 1981, uma série de mortes suspeitas foram identificadas no asilo dirigido por Nesset. Ao ser interrogado, inicialmente confessou o assassinato de 27 pacientes com injeções de cloreto de suxametônio, um agente paralítico. Foi formalmente acusado de 25 homicídios, mas posteriormente retirou a confissão e negou todas as acusações durante o julgamento, que durou cinco meses.

## Julgamento
Em março de 1983, Nesset foi condenado pelo envenenamento de 22 pacientes com cloreto de suxametônio, por uma tentativa de assassinato e foi absolvido em dois outros casos. Estima-se que o número total de vítimas possa chegar a 138.
Foi sentenciado a 21 anos de prisão — pena máxima na época — com 10 anos adicionais de detenção preventiva. Foi libertado após 12 anos por bom comportamento, e supervisionado por mais 10. Atualmente vive sob identidade protegida.
O promotor Olaf Jakhelln descreveu Nesset como "um homem ambicioso, que desejava controle total sobre a vida e a morte de suas vítimas".